# 大甲中軍守備
大甲中軍守備，又稱大甲守備，清代臺灣營制。雍正十一年，議台灣鎮總兵駐臺灣府。標下中、左、右三營，遊擊各一員，中軍守備各一員，千總五員，把總九員，分防南、北、中三路。
大甲當時屬協鎮臺灣北路營，該營主官乃是副將，駐彰化縣城。其下分有中營與右營：中營守今雲林、南投一帶；大甲屬右營，右營主官為右營遊擊，駐淡水廳城（今新竹市）。
嘉慶十一年，設竹塹營守備；道光十年，因大甲城業已竣工，條件足夠，乃移駐大甲，改稱大甲中軍守備。陳福龍為首任守備，設大甲汛，駐守備一員，千總一員，把總一員，外委一員，兵二百名。

## 歷任守備
- 陳福龍
- 關桂
- 張朝森
- 岑廷高
- 何必捷
- 湯得陞
- 劉紹春
- 曾廷亮
- 鄒若陞
- 陳連春
- 洪金元
- 倪捷陞
- 陳連春
- 詹國泰
- 楊建中
- 陳連春
- 戴捷春
- 洪金元
- 曾捷步
- 陳兆麟
- 龔朝俊
- 郭得高
- 龔朝俊
- 郭得高
- 余大勳
- 李忠元
- 龔朝俊
- 林謙
- 葉定國
- 林字貴
- 馬嵩魁
- 張得陞
- 馮慶章
- 謝榮彰
- 林金安
- 陳冠品
- 范金聲
- 藍季馨
- 林上高
- 藍季馨
- 吳瑞瓊
- 湯昭明
- 區則超
- 張榮貴
- 鍾水清
- 馮瑞鳳